# Guy Bernier
Guy Bernier (La Pocatière, 1922 – Montréal, 17 mai 1989) est un gestionnaire québécois.
Il se dévoue aussi auprès de nombreux organismes à vocation sociale, culturelle et éducative.

## Biographie
Né à La Pocatière en 1921 ou 1922, Guy Bernier (né Jean-Guy Bernier) est chef de la direction de la Fédération des caisses populaires Desjardins de Montréal et de l'Ouest du Québec de mai 1976 à octobre 1986 et président d'octobre 1986 à février 1989,. À la présidence, il succède à Raymond Blais.
En novembre 1988, Bernier tombe malade et est remplacé de façon intérimaire par François Richard. Après deux scrutins, on vote finalement pour Jocelyn Proteau comme successeur à la présidence, poste qu'il occupera dès mars 1989. Guy Bernier meurt à l'hôpital Maisonneuve-Rosemont le 17 mai 1989 à 67 ans.

## Honneurs
- 1987 - Création de la Chaire de coopération Guy-Bernier à l'Université du Québec à Montréal[5]
- 1988 - Membre de l'Ordre du Canada[6]
- 1992 - Inauguration du Centre de recherche Guy-Bernier à l'hôpital Maisonneuve-Rosemont[7]